# 3. tanková divize SS „Totenkopf“
3. SS-Panzerdivision „Totenkopf“ (česky 3. tanková divize SS „Smrtihlav“) byla jedna z divizí Waffen-SS za druhé světové války. Svůj původ má v jednotkách SS-Totenkopfverbände, které sloužily jako ostraha německých koncentračních táborů. Příslušníci jednotek Totenkopf jsou známí pro velké množství spáchaných válečných zločinů, zejména v Polsku.

## Historie
V říjnu roku 1939 schválil Adolf Hitler vznik bojové divize Totenkopf, která se přesunula do Dachau, kde byla zorganizována a vybavena. Z původně strážní jednotky koncentračních táborů vznikla jedna z nejlépe vycvičených bojových divizí Waffen SS.
Z jednotek Totenkopfverbände bylo vyčleněno 6500 mužů, kteří se stali členy nové divize. Důstojníci byli převeleni z jednotek SS-Verfügungstruppe a SS Heimwehr Danzig, z nichž mnozí již měli zkušenost z masakrů polské inteligence. Velitelem divize se stal Obergruppenführer Theodor Eicke. V době bitvy o Francii, byla divize vybavena bývalými československými zbraněmi.